# Момика, Салван
Салван Момика (араб. سلوان موميكا‎; 23 июня 1986, Бахдида, Найнава — 29 января 2025, Hovsjö, Сёдертелье) — иракский беженец и антиисламский активист, известный акциями по сожжению Корана в Швеции. 29 января 2025 года был застрелен неизвестным во время своей прямой трансляции в TikTok за день до вынесения ему приговора по делу о подстрекательстве группы людей.

## Биография
Салван Момика родился в христианской семье на севере Ирака, но описывает свои взгляды как атеистические. Он прибыл в Швецию для получения политического убежища по причине участия в политической деятельности «Сил народной мобилизации», которые боролись против Исламского государства. Момика появлялся на видео в одежде ополченца, присягая на верность «Бригадам аль-Имам Али», вооружённому крылу «Исламского движения Ирака», которое действовало под эгидой «Сил народной мобилизации». Затем он представился офицером ополчения под названием «Бригада духа Божьего Иисуса, сына Марии». Момика также был основателем политической партии «Сирийский демократический союз» и сирийских сил «Ястребы», созданного в 2014 году вооружённого ополчения, которое было связано с псевдохристианским ополчением «Вавилонские бригады».

## Список акций
| Дата            | Место                                     | Фото |
| --------------- | ----------------------------------------- | --- |
| 28 июня 2023    | Стокгольм, возле главной мечети города    | https://media.sot.com.al/sot.com.al/media3/-800-0-649dbf15aa134.jpg |
| 20 июля 2023    | Стокгольм, возле посольства Ирака         | https://dims.apnews.com/dims4/default/623dcec/2147483647/strip/true/crop/5568x3712+0+0/resize/1134x756!/format/webp/quality/90/?url=https%3A%2F%2Fassets.apnews.com%2F67%2F11%2F21b72b11ff841dac132afbd19845%2F3ea2b0ddf00e4f6fb4cb4a2a122f9e97 |
| 31 июля 2023    | Стокгольм, возле здания Парламента Швеции | |
| 3 сентября 2023 | Мальмё, на площади Värnhemstorget         | |
| 21 октября 2023 | Стокгольм, площадь Бенни Фредрикссон      | |
| 25 февраля 2024 | Стокгольм                                 | https://twitter.com/salwan_momika1/status/1761756329750736918 |

## Международная реакция
Госдума РФ единогласно осудила акцию по сожжению Корана в первый день Курбан-байрама.

## Инциденты

### Депортация из Швеции
В конце 2023 года миграционные власти Швеции решили аннулировать его вид на жительство и депортировать из страны. В связи с этим он экстренно выехал в Норвегию и запросил там политическое убежище. Однако в апреле 2024 года власти Норвегии отказали Момике в убежище и приняли решение депортировать его обратно в Швецию.

### Попытка избиения в Стокгольме
В августе 2023 года в пригороде Стокгольма была совершена попытка избиения Момики.

## Уголовное преследование
В Швеции Салван Момика был обвиняемым по уголовному делу о разжигании расовой ненависти после того, как в 2023 году устроили четыре акции, в ходе которых сожгли копии Корана. Приговор по делу собирались вынести 30 января 2025 года.

## Убийство
Момика был застрелен 29 января 2025 года в возрасте 38 лет, в его доме в Сёдертелье.

## Интересные факты
- Охрана акций Салвана Момики полицией обошлась в 5 млн крон (более $470 тыс.).
- Акции Момики стали одной из причин задержки с ратификацией Турцией заявки о вступлении Швеции в НАТО[24].